# Martinice u Dolních Kralovic
Martinice u Dolních Kralovic je malá vesnice, část obce Dolní Kralovice v okrese Benešov. Nachází se asi 2,5 km na jihovýchod od Dolních Kralovic. V roce 2009 zde bylo evidováno 49 adres. V roce 2011 zde trvale žilo 57 obyvatel.
Martinice u Dolních Kralovic je také název katastrálního území o rozloze 2,59 km².

## Historie

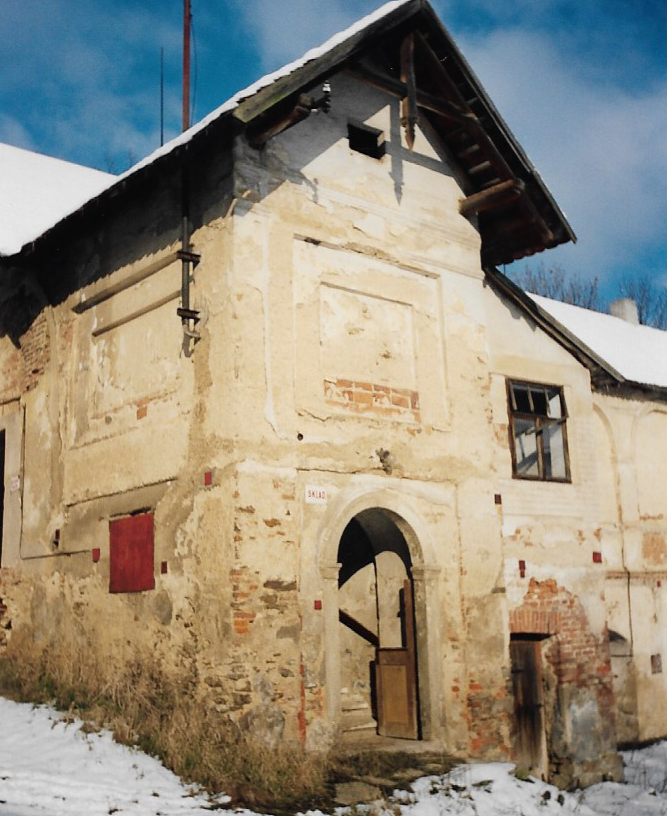
Vchod do zámku

První písemná zmínka o vesnici pochází z roku 1352. V roce 1436 připadla Mikuláši Trčkovi z Lípy, tento rod držel Martinice 111 let. V roce 1547 je zakoupil Fridrich Lukavecký z Lukavce. V roce 1569 přešly na syna Tristana Lukaveckého z Lukavce, ten zde postavil zámek. V roce 1622 obec koupil Albrecht Vražda z Kunvaldu, poté přešla na syna Václava, po něm na Ferdinanda Jiřího Vraždu z Kunvaldu. Ferdinand Jiří Vražda zdejší raně barokní zámek přestavěl. Znak Vraždů je umístěn nad původní vchod zámku. V roce 1695 byl zámek prodán Janu Leopoldu z Trautstonu, v roce 1766 jej zakoupil Karel Jozef Palm z Gundelfingenu. V roce 1802 byl zámek a dvůr s pozemky prodán na základě Trhové smlouvy z Dolních Kralovic Jakubu Zelenkovi kupci a purkmistru Uhlířských Janovic a jeho synu Jakubu Zelenkovi.
V roce 1852 přešel zámek a statek na syna Jana Zelenku zvaného též Zelený . Mezi léty 1840 - 1850 zde žil Vincenc Schel byl synem Michala Šela stavitele a purkmistra města Žleb . V roce 1870 došlo nedbalostí synů Jana Zelenky k mohutnému požáru, byl zničen rytířský sál, kaple, vykládaný strop, intarzovaný nábytek, obrazy Vraždů a Jakuba Zelenky v životní velikosti a také další umělecké předměty. Z celého zámku zbylo pouze zdivo. Poté se rod zadlužil. V roce 1890 zemřel Jan Zelenka a jeho potomci Martinice opustili. Za 90 let se zde narodilo v rodu Zelenků asi 40 dětí, velká část jich zde i zemřela, došlo ke spojení s rody v místě i okolí, zvláště s rodem Šelů ze Žlebů.  Poté přešel zámek a dvůr na Alfréda Fuchse. V roce 1904 vypukl v zámku dvakrát požár. Dalším majitelem se stal pan Holszer. V roce 1950 získal zámek státní statek. V současnosti je zámek v soukromém vlastnictví.